# Ralph Gonsalves
Ralph Everard Gonsalves, detto Comrade Ralph (lett. "Compagno Ralph") (Colonarie, 8 agosto 1946), è un politico sanvincentino.
È il leader dell'Unity Labour Party dal 1998 e Primo ministro di Saint Vincent e Grenadine dal 2001.

## Biografia
Nacque a Colonarie l'8 agosto 1946, figlio di Alban Gonsalves, contadino e piccolo imprenditore di origini portoghesi (i suoi antenati, servi a contratto originari di Madera, giunsero a Saint Vincent nel 1845), e di Theresa Francis.
Nel 1969 si laureò in economia all'Università delle Indie occidentali, dove ottenne anche il master's degree in governo due anni dopo. Nel 1974 ottenne un dottorato in governo all'Università di Manchester. Dopo il ritorno ai Caraibi, fu docente in governo e politica presso l'Università delle Indie occidentali. Nel 1981 divenne barrister presso la Gray's Inn.
Nel 1974 fondò lo Youlou United Liberation Movement (YULIMO), movimento indipendentista di sinistra. Nel 1979 divenne leader dello United People's Movement (UPM), che ottenne il 13,6% delle preferenze alle elezioni generali di quell'anno, senza però riuscire a entrare alla Camera dell'assemblea; si separò poi dall'UPM nel 1982, formando il Movement for National Unity, i cui risultati si attestarono intorno al 2% nel 1984 e nel 1989. Alle elezioni generali del 1994 l'UPM strinse un'alleanza con il Partito Laburista di Saint Vincent, e Gonsalves fu eletto alla Camera dell'assemblea. Nell'ottobre del 1994 l'UPM e il Partito Laburista si fusero, dando vita all'Unity Labour Party (ULP), di cui Gonsalves fu eletto vice leader. Alle elezioni del 1998 l'ULP, pur ottenendo il 55% dei consensi, ottenne solo sette seggi, uno in meno del Nuovo Partito Democratico guidato dal Primo ministro James Fitz-Allen Mitchell. Il 6 dicembre 1998, in seguito alle dimissioni di Vincent Beache, Gonsalves fu eletto leader dell'ULP, e l'anno successivo fu nominato capo dell'opposizione.
In seguito alle elezioni generali del 2001 Gonsalves divenne Primo ministro di Saint Vincent e Grenadine, carica alla quale fu riconfermato nel 2005, nel 2010, nel 2015 e nel 2020. Dal 2001 al 2017 fu anche Ministro delle finanze, incarico che assegnò poi al figlio Camillo.

## Vita privata
Cattolico, è sposato con la trinidadiana Eloise Gonsalves (nata Harris), con la quale ha avuto cinque figli.

## Opere
- The Spectre of Imperialism: the Case of the Caribbean, Università delle Indie occidentali, Cave Hill 1976.
- The Non-Capitalist Path of Development: Africa and the Caribbean, One Caribbean Publishers, 1981. ISBN 0907611001.
- History and the Future: a Caribbean Perspective, Quik Print, 1994. OCLC 32839119.
- The Politics of Our Caribbean Civilisation. Essays and Speeches, Great Works Depot, Saint Vincent 2001. ISBN 9768173491.
- Diary of a Prime Minister: Ten Days Among Benedictine Monks, SFI Books, 2010. ISBN 9780982421512.
- The Making of "The Comrade": The Political Journey of Ralph Gonsalves, SFI Books, 2010. ISBN 0982421575.